# Afro Futuristic Dreams
Afro Futuristic Dreams ist ein Jazzalbum von Idris Ackamoor & The Pyramids. Die vom Februar bis April 2022 in den Funkwrench Music Studios von San Francisco und den Ben Maddox Recording Studios in Vermont sowie im Londoner Quatermass Sound Laboratory entstandenen Aufnahmen erschienen 2023 auf Strut Records.

## Hintergrund
Der Saxophonist Idris Ackamoor leitet The Pyramids seit 1972, als er sich durch sein Studium bei Cecil Taylor am Antioch College inspirieren ließ. Die Band veröffentlichte drei Studioalben, bevor sie sich 1977 trennten, und kamen dann 40 Jahre später (2007) wieder zusammen, nachdem ihr Backkatalog von Vinyl-Enthusiasten wiederentdeckt wurde. Die Band formierte sich neu und veröffentlicht seit 2016 neue Werke auf dem Label Strut; 2020 erschien dort ihr Album Shaman! Das Folgealbum Afro Futuristic Dreams habe schon viele Jahre auf dem Buckel, erklärte Ackamoor in den Liner Notes. „Ende 2020 machte ich mich daran, die erste einer Reihe von Partituren zu komponieren, um den Sound von The Pyramids in kühne neue Gefilde zu führen. Alle Tracks behandeln Themen, die der Kernband am Herzen liegen, und die Aufnahmen waren ein komplexer Prozess, an dem viele Musiker und Sänger in zwei verschiedenen Zeitzonen beteiligt waren.“ Zusätzlich zu seinem eigenen Saxophon, seiner Orgel und seinem Spiel auf einem Gitarrensynthesizer umfasst die aktuelle Kernbesetzung Margaux Simmons an der Flöte, Sandra Poindexter an der Violine und Bobby Cobb an der Gitarre und als Produzenten den Schlagzeuger Malcolm Catto von der Londoner Band The Heliocentrics.

## Titelliste
- Idris Ackamoor & The Pyramids: Afro Futuristic Dreams (Strut Records STRUT312LP)[2]

1. Afro Futuristic Dreams 5:27
2. Thank You God 13:21
3. Police Dem 9:00
4. First Peoples (Margaux Simmons)
5. Truth to Power 7:18
6. Re - Memory 5:30
7. Garland Rose 6:48
8. Requiem for the Ancestors 6:33
9. Nice It Up 7:35

Wenn nicht anders vermerkt, stammen die Kompositionen von Bruce Baker und Idris Ackamoor.

## Rezeption
Ihre Musik sei schon immer eine einzigartige Mischung aus Free Jazz, traditionellen afrikanischen Rhythmen und Melodien – sie lebten, arbeiteten und studierten schon früh in Ghana, Kenia, Uganda, Senegal, Marokko und Äthiopien – und Funk mit einem starken Element von Sun Ra-eskem Afrofuturismus, schrieb Phil Freeman (Ugly Beauty/Stereogum). Einige Tracks auf Afro Futuristic Dreams hätten auch einen starken Reggae-Einfluss, ein neueres, aber willkommenes Element im Sound der Gruppe. „Thank You God“ sei ein 13-minütiges Stück mit etwas Hippie-artigen Texten („Wir sind eine Familie / Wir drehen uns durch die Galaxie / Segeln auf dem Raumschiff Erde / Gemeinsames Schicksal teilen“) und langen, Pharoah Sanders-artigen Saxofonsoli von Ackamoor, alles über einen vamp-artigen westafrikanischen Groove gelegt, der Cobbs Gitarre zur Geltung bringe.
Thom Jurek verlieh dem Album in Allmusic viereinhalb Sterne und urteilte, Afro Futuristic Dreams fasse Ackamoors Karriere zusammen und mache einen Sprung nach vorn, indem er unzählige Traditionen, Stile sowie harmonische und rhythmische Kombinationen erforsche, die die musikalischen Unterhaltungen zu einem noch nicht dagewesenen kreativen Horizont führten.
Nach Ansicht von Chris May, der das Album in All About Jazz rezensierte, kombiniere Afro Futuristic Dreams die Melodie-Orientierung und die spirituelle Intensität von Sanders und Alice Coltrane mit einer expliziten, politisch engagierten Botschaft. Lange und kurze Texte seien Bestandteil der meisten Tracks, und Ackamoor würde kein Blatt vor den Mund nehmen. In „Police Dem“ kritisiere Ackamoor die altbewährte „Ein paar faule Äpfel“-Erzählung der Polizei-Apologeten zugunsten von Reimen wie „Police dem / Some good most bad“ und „Police dem / All lies no fact“. Ackamoor habe Fela Kuti genau studiert. Auf „Police Dem“ erinnere der Call-and-Response-Gesang, das Bläser-Arrangement, die lyrischen Themen und sogar der Klang des Tenorsaxophon-Solos an Kutis Afrobeat.